# Diogo de Arruda

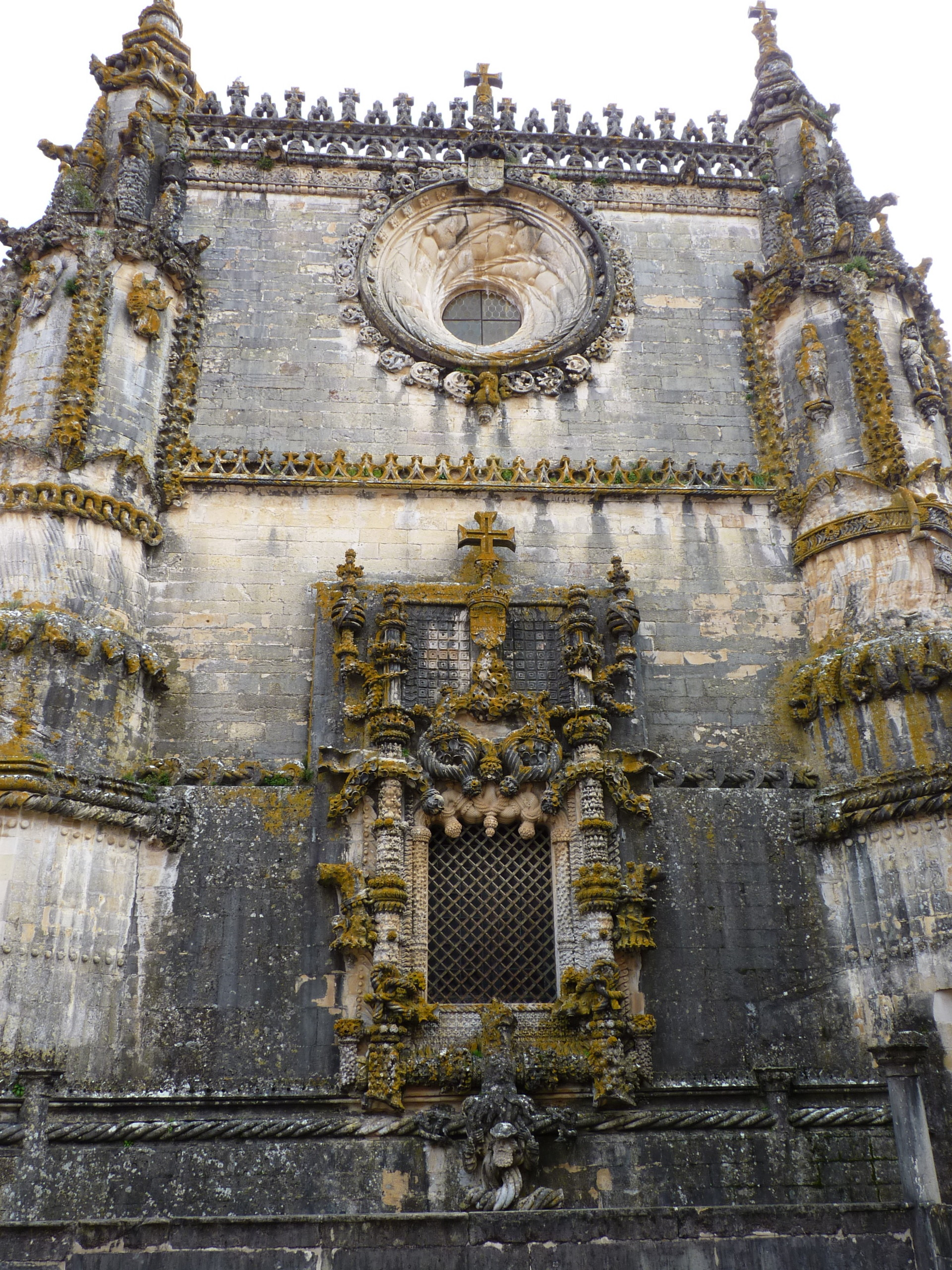
Convento de Cristo, Tomar: fachada manuelina da igreja com a janela do capítulo.

Diogo de Arruda (14?? - 1531), foi um mestre arquiteto português, membro de uma importante família de artistas com origem em Évora. Era irmão de Francisco de Arruda e tio de Miguel de Arruda.

## Biografia
Entre 1508 e 1510 foi o arquiteto do baluarte do Paço da Ribeira erguido por ordem de Manuel I de Portugal em Lisboa, numa área à margem direita do rio Tejo. Este baluarte era o remate do palácio real e possuía uma torre fortificada decorada com as armas do soberano, o que mais tarde seria repetido na Torre de Belém, erguida entre 1514 e 1519 por Francisco de Arruda.
Diogo de Arruda foi um dos grandes nomes associados à remodelação manuelina do Convento de Cristo, ali tendo exercido o cargo de mestre de 1510 a 1513. Nesse período ergueu no lado oeste da antiga charola templária um coro disposto em dois níveis: o superior ocupado pelo coro-alto para os monges e, no inferior, a sacristia, também referida como "sala do capítulo". Toda a fachada oeste do coro, flanqueada por dois grandes contrafortes, é abundantemente decorada com motivos heráldicos e naturalistas. Nela se encontra a célebre janela da sacristia da igreja, uma das obras mais célebres do manuelino. Os trabalhos no coro do Convento de Cristo foram continuados, a partir de 1515, por João de Castilho.
Em 1513 Diogo de Arruda passou pela Praça-forte de Azamor, no Magrebe, onde desempenhou funções de engenheiro militar junto com o seu irmão Francisco. Ali erigiram o alcácer (castelo), baluartes, reforçaram muralhas e até construíram casas de moradia. Diogo e Francisco trabalharam ainda na fortificação de Safim e na de Mazagão, também no Norte de África.
De volta a Portugal, foi nomeado pelo soberano como "Mestre de Obras da Comarca de Entre Tejo e Odiana" (1521). Esse cargo pode ser explicado pela relativa debilidade das defesas portuguesas no Alentejo, em comparação com outras regiões do país à época. Nessa época já se encontrava a dirigir as obras do Castelo Novo de Évora, levantado entre 1518 e 1524. O desenho desse castelo, de planta quadrada com torreões nos vértices, segue os modelos renascentistas de arquitetura militar e representou uma inovação no país. Apesar de muito alterado, em nossos dias conserva a planta original e as bases dos torreões, com o motivo de cordões típico do manuelino. Também se acredita que tenha realizado projetos de igrejas, como a Matriz de Viana do Alentejo, um dos melhores exemplares de arquitectura manuelina religiosa no Alentejo.
Em 1525, já sob o reinado de João III de Portugal, foi nomeado arquiteto dos paços reais. Nessa época é provável que tenha participado nas obras dos Paços Reais de Évora, um grande complexo palaciano que já vinha sendo construído desde o século XV.

## Obra
Diogo de Arruda é um dos principais nomes da arquitectura portuguesa do período manuelino. Junto com seu irmão Francisco, com quem trabalhou frequentemente, criou um estilo próprio facilmente identificável, muito ligado à arquitetura militar, caracterizado pelo uso sistemático de volumes cilíndricos, decoração cheia de referências naturalistas (cordas, raízes, folhagem) e heráldicas. Entre as suas principais obras destacam-se:
- Castelo de Evoramonte
- Convento de Cristo, em Tomar
- Igreja Matriz de Viana do Alentejo
- Paço da Ribeira, em Lisboa